# Staffa
Staffa (aus dem Altnorwegischen, schottisch-gälisch: Stafa, englisch auch Isle of Staffa) ist eine an der Westküste von Schottland gelegene Felseninsel, die zu den Inneren Hebriden gehört. Bereits die Wikinger kannten die Insel. Der Name Staffa leitet sich von ihrem Wort für „Insel der Säulen“ ab.

## Geographie und Geologie
Die Insel ist nur 200 mal 600 Meter groß und unbewohnt, wird aber im Sommer täglich von Ausflugsbooten angelaufen, da es mehrere bekannte Sehenswürdigkeiten gibt.
Auf Staffa gibt es polygonale Säulen aus Basalt, die sich beim Erkalten von sich ergossener Lava formten (Staffa Magma Type, SMT). Für die Entstehung solcher Flutbasaltdecken ist der Austritt großer Magmamengen verantwortlich, der vor rund 60 Millionen Jahren (Tertiär) stattfand. Diese Basalte treten unter dem Meer bis zu benachbarten Inseln, wie Mull (Mull Plateau Group, MPG) und Skye (Skye Main Lava Series, SMLS) auf und erstrecken sich bis nach Nordirland zum Giant’s Causeway. Weiterhin befindet sich auf der Insel die bekannte Fingalshöhle, die durch die Kraft der Wellen geformt wurde und sich in die großen Basaltsäulen erstreckt. Sie ist 80 Meter lang und 10 Meter breit und wurde nach dem von dem Schriftsteller James Macpherson erfundenen keltischen Sagenhelden Fingal benannt.
Zu den wichtigsten Nachbarinseln von Staffa gehören Mull und Iona.

## Geschichte
Die früheste nachgewiesene Anwesenheit von Menschen auf der Insel datiert auf etwa 1800 v. Chr., wobei noch unklar ist, ob es sich dabei um sporadische Besuche vom Festland oder um eine dauerhafte Siedlung gehandelt hat.
Im 19. Jahrhundert reisten zahlreiche bekannte Persönlichkeiten nach Staffa. Unter ihnen waren Königin Victoria und ihr Gatte Prinz Albert. William Turner kam nach Staffa, um dort zu malen. William Wordsworth erforschte die Insel und Carl Gustav Carus schuf dort ebenfalls mehrere Gemälde. Die Fingalshöhle inspirierte den Komponisten Felix Mendelssohn Bartholdy nach seinem Besuch 1829 zu seiner Hebriden-Ouvertüre. Auch Theodor Fontane besuchte auf seiner Schottlandreise im Sommer 1858 die Insel. Er beschrieb seine Eindrücke in dem Buch Jenseit des Tweed.
Der Briefmarkenhändler Clive Feigenbaum ließ Briefmarken für Staffa drucken, deren postalische Verwendung angezweifelt wird, sie waren jedoch amtlich abgesegnet. Spätere Ausgaben konnten über einen Briefkasten auch versendet werden.
Seit 1986 wird die Insel durch den National Trust for Scotland verwaltet. Im Jahr 2024 betrug die Besucherzahl etwa 95.000 Personen.

## Fauna
Auf Staffa gibt es eine Seevogelkolonie, zu der einige hundert Papageitaucher gehören.